# 79991 Umbertoleotti
79991 Umbertoleotti este o planetă minoră (asteroid) din centura de asteroizi. A fost descoperită pe 19 martie 1999 la osservatorio San Vittore⁠(d) de osservatorio San Vittore⁠(d). 
Obiectul prezintă o orbită caracterizată de o semiaxă mare de 2,9470258804397 UAi, o excentricitate de 0,069625106086328, o înclinație de 1,6869560789678 ° în raport cu ecliptica.